# Kölarna
Kölarna este o arie protejată (arie specială de conservare — SAC, sit de importanță comunitară — SCI, arie de protecție specială avifaunistică — SPA) din Suedia întinsă pe o suprafață de 2.611,7 ha, integral pe uscat.

## Localizare
Centrul sitului Kölarna este situat la coordonatele 60°38′16″N 13°13′38″E / 60.6378°N 13.2271°E.

## Înființare
Situl Kölarna a fost declarat sit de importanță comunitară în ianuarie 2002 pentru a proteja 8 specii de animale. Alte tipuri de protecție:
- arie de protecție specială avifaunistică (în ianuarie 2002)[2]
- arie specială de conservare (în martie 2011)[1][3][4]

## Biodiversitate
Situată în ecoregiunea boreală, aria protejată conține 5 habitate naturale: Cursuri de apă de la nivel de câmpie la nivel montan, cu vegetație Ranunculion fluitantis și Callitricho-Batrachion, Lacuri și iazuri distrofice naturale, Mlaștini turboase de tranziție și turbării mișcătoare, Turbării Aapa, Taiga vestică.
La baza desemnării sitului se află mai multe specii protejate:
- păsări (7): minunița (Aegolius funereus), cocor (Grus grus), ploier auriu (Pluvialis apricaria), huhurezul mic (Strix uralensis), cocoșul de mesteacăn (Tetrao tetrix tetrix),  cocoș de munte (Tetrao urogallus), fluierar de mlaștină (Tringa glareola)
- mamifere (1): lupul (Canis lupus)